# Каццаго-Сан-Мартино
Каццаго-Сан-Мартино (итал. Cazzago San Martino, ломб. Casàc San Martì) — коммуна в Италии, в провинции Брешиа области Ломбардия.
Население составляет 9806 человек, плотность населения составляет 446 чел./км². Занимает площадь 22 км². Почтовый индекс — 25046. Телефонный код — 030.
Покровителем населённого пункта считается святой Франциск из Паолы. Праздник города ежегодно празднуется одновременно с католической Пасхой.